# 37627 Lucaparmitano
37627 Lucaparmitano este o planetă minoră (asteroid), cu un diametru de 3,055 km, din centura de asteroizi. A fost descoperită pe 11 octombrie 1993 la osservatorio Colleverde di Guidonia⁠(d) de Vincenzo Silvano Casulli⁠(d). 
Obiectul prezintă o orbită caracterizată de o semiaxă mare de 2,4812925 UAi, o excentricitate de 0,18, o înclinație de 10,96113 ° în raport cu ecliptica.